# Málaga (Santander)
Pour les articles homonymes, voir Malaga (homonymie).
Málaga est une ville colombienne, chef-lieu de la province de Garcia Rovira dans le département de Santander.